# Grand Prix Formule 1 van Bahrein 2022
De Grand Prix Formule 1 van Bahrein 2022 was de eerste race van het jaar en werd verreden op 20 maart op het Bahrain International Circuit bij Sakhir.
Sebastian Vettel (Aston Martin) werd vervangen door Nico Hülkenberg voor deze Grand Prix omdat Vettel positief getest was op COVID-19.

## Vrije trainingen

### Uitslagen
- Enkel de top vijf wordt weergegeven.

| Vrije training 1 | Pos. | Nr. | Coureur          | Constructeur         | Tijd     |
| ---------------- | ---- | --- | ---------------- | -------------------- | -------- |
| Vrije training 1 | 1    | 10  | Pierre Gasly     | AlphaTauri-RBPT      | 1:34.193 |
| Vrije training 1 | 2    | 16  | Charles Leclerc  | Ferrari              | 1:34.557 |
| Vrije training 1 | 3    | 55  | Carlos Sainz jr. | Ferrari              | 1:34.611 |
| Vrije training 1 | 4    | 63  | George Russell   | Mercedes             | 1:34.629 |
| Vrije training 1 | 5    | 1   | Max Verstappen   | Red Bull Racing-RBPT | 1:34.742 |
| Vrije training 2 | Pos. | Nr. | Coureur          | Constructeur         | Tijd     |
| Vrije training 2 | 1    | 1   | Max Verstappen   | Red Bull Racing-RBPT | 1:31.936 |
| Vrije training 2 | 2    | 16  | Charles Leclerc  | Ferrari              | 1:32.023 |
| Vrije training 2 | 3    | 55  | Carlos Sainz jr. | Ferrari              | 1:32.520 |
| Vrije training 2 | 4    | 63  | George Russell   | Mercedes             | 1:32.529 |
| Vrije training 2 | 5    | 14  | Fernando Alonso  | Alpine-Renault       | 1:32.877 |
| Vrije training 3 | Pos. | Nr. | Coureur          | Constructeur         | Tijd     |
| Vrije training 3 | 1    | 1   | Max Verstappen   | Red Bull Racing-RBPT | 1:32.544 |
| Vrije training 3 | 2    | 16  | Charles Leclerc  | Ferrari              | 1:32.640 |
| Vrije training 3 | 3    | 11  | Sergio Pérez     | Red Bull Racing-RBPT | 1:32.791 |
| Vrije training 3 | 4    | 63  | George Russell   | Mercedes             | 1:32.935 |
| Vrije training 3 | 5    | 55  | Carlos Sainz jr. | Ferrari              | 1:33.053 |

## Kwalificatie
Charles Leclerc behaalde de tiende pole position in zijn carrière.
| Pos.                   | Nr. | Coureur          | Constructeur          | Kwalificatietijden | Kwalificatietijden | Kwalificatietijden | Grid |
| Pos.                   | Nr. | Coureur          | Constructeur          | Q1                 | Q2                 | Q3                 | Grid |
| ---------------------- | --- | ---------------- | --------------------- | ------------------ | ------------------ | ------------------ | ---- |
| 1                      | 16  | Charles Leclerc  | Ferrari               | 1:31.471           | 1:30.932           | 1:30.558           | 1    |
| 2                      | 1   | Max Verstappen   | Red Bull Racing-RBPT  | 1:31.785           | 1:30.757           | 1:30.681           | 2    |
| 3                      | 55  | Carlos Sainz jr. | Ferrari               | 1:31.567           | 1:30.787           | 1:30.687           | 3    |
| 4                      | 11  | Sergio Pérez     | Red Bull Racing-RBPT  | 1:32.311           | 1:31.008           | 1:30.921           | 4    |
| 5                      | 44  | Lewis Hamilton   | Mercedes              | 1:32.285           | 1:31.048           | 1:31.238           | 5    |
| 6                      | 77  | Valtteri Bottas  | Alfa Romeo-Ferrari    | 1:31.919           | 1:31.717           | 1:31.560           | 6    |
| 7                      | 20  | Kevin Magnussen  | Haas-Ferrari          | 1:31.955           | 1:31.461           | 1:31.808           | 7    |
| 8                      | 14  | Fernando Alonso  | Alpine-Renault        | 1:32.346           | 1:31.621           | 1:32.195           | 8    |
| 9                      | 63  | George Russell   | Mercedes              | 1:32.269           | 1:31.252           | 1:32.216           | 9    |
| 10                     | 10  | Pierre Gasly     | AlphaTauri-RBPT       | 1:32.096           | 1:31.635           | 1:32.338           | 10   |
| 11                     | 31  | Esteban Ocon     | Alpine-Renault        | 1:32.041           | 1:31.782           |                    | 11   |
| 12                     | 47  | Mick Schumacher  | Haas-Ferrari          | 1:32.380           | 1:31.998           |                    | 12   |
| 13                     | 4   | Lando Norris     | McLaren-Mercedes      | 1:32.239           | 1:32.008           |                    | 13   |
| 14                     | 23  | Alexander Albon  | Williams-Mercedes     | 1:32.726           | 1:32.664           |                    | 14   |
| 15                     | 24  | Zhou Guanyu      | Alfa Romeo-Ferrari    | 1:32.493           | 1:33.543           |                    | 15   |
| 16                     | 22  | Yuki Tsunoda     | AlphaTauri-RBPT       | 1:32.750           |                    |                    | 16   |
| 17                     | 27  | Nico Hülkenberg  | Aston Martin-Mercedes | 1:32.777           |                    |                    | 17   |
| 18                     | 3   | Daniel Ricciardo | McLaren-Mercedes      | 1:32.945           |                    |                    | 18   |
| 19                     | 18  | Lance Stroll     | Aston Martin-Mercedes | 1:33.032           |                    |                    | 19   |
| 20                     | 6   | Nicholas Latifi  | Williams-Mercedes     | 1:33.634           |                    |                    | 20   |
| Q1 107% tijd: 1:37.873 |     |                  |                       |                    |                    |                    |      |

## Wedstrijd
Charles Leclerc behaalde de derde Grand Prix-overwinning in zijn carrière.
| Pos.               | Nr. | Coureur          | Constructeur          | Rondes | Tijd / Oorzaak Uitval | Grid | Punten |
| ------------------ | --- | ---------------- | --------------------- | ------ | --------------------- | ---- | ------ |
| 1                  | 16  | Charles Leclerc  | Ferrari               | 57     | 1:37:33.584           | 1    | 26S    |
| 2                  | 55  | Carlos Sainz jr. | Ferrari               | 57     | +5.598                | 3    | 18     |
| 3                  | 44  | Lewis Hamilton   | Mercedes              | 57     | +9.675                | 5    | 15     |
| 4                  | 63  | George Russell   | Mercedes              | 57     | +11.211               | 9    | 12     |
| 5                  | 20  | Kevin Magnussen  | Haas-Ferrari          | 57     | +14.754               | 7    | 10     |
| 6                  | 77  | Valtteri Bottas  | Alfa Romeo-Ferrari    | 57     | +16.119               | 6    | 8      |
| 7                  | 31  | Esteban Ocon     | Alpine-Renault        | 57     | +19.423               | 11   | 6      |
| 8                  | 22  | Yuki Tsunoda     | AlphaTauri-RBPT       | 57     | +20.386               | 16   | 4      |
| 9                  | 14  | Fernando Alonso  | Alpine-Renault        | 57     | +22.390               | 8    | 2      |
| 10                 | 24  | Zhou Guanyu      | Alfa Romeo-Ferrari    | 57     | +23.064               | 15   | 1      |
| 11                 | 47  | Mick Schumacher  | Haas-Ferrari          | 57     | +32.574               | 12   |        |
| 12                 | 18  | Lance Stroll     | Aston Martin-Mercedes | 57     | +45.873               | 19   |        |
| 13                 | 23  | Alexander Albon  | Williams-Mercedes     | 57     | +53.932               | 14   |        |
| 14                 | 3   | Daniel Ricciardo | McLaren-Mercedes      | 57     | +54.975               | 18   |        |
| 15                 | 4   | Lando Norris     | McLaren-Mercedes      | 57     | +56.335               | 13   |        |
| 16                 | 6   | Nicholas Latifi  | Williams-Mercedes     | 57     | +1:01.795             | 20   |        |
| 17                 | 27  | Nico Hülkenberg  | Aston Martin-Mercedes | 57     | +1:03.829             | 17   |        |
| 18 †               | 11  | Sergio Pérez     | Red Bull Racing-RBPT  | 56     | Brandstofsysteem      | 4    |        |
| 19 †               | 1   | Max Verstappen   | Red Bull Racing-RBPT  | 54     | Brandstofsysteem      | 2    |        |
| DNF                | 10  | Pierre Gasly     | AlphaTauri-RBPT       | 44     | Krachtbron            | 10   |        |
| Bron: formula1.com |     |                  |                       |        |                       |      |        |

S Charles Leclerc reed voor de vijfde keer in zijn carrière een snelste ronde en behaalde hiermee een extra punt.

†0 Sergio Pérez en Max Verstappen haalden de finish niet, maar hebben wel 90% van de race-afstand afgelegd, waardoor zij wel geklasseerd werden.

## Tussenstanden wereldkampioenschap
Betreft tussenstanden voor het wereldkampioenschap na afloop van de race.

### Coureurs
| Pos. | Nr. | Coureur          | Constructeur       | Punten |
| ---- | --- | ---------------- | ------------------ | ------ |
| 1    | 16  | Charles Leclerc  | Ferrari            | 26     |
| 2    | 55  | Carlos Sainz jr. | Ferrari            | 18     |
| 3    | 44  | Lewis Hamilton   | Mercedes           | 15     |
| 4    | 63  | George Russell   | Mercedes           | 12     |
| 5    | 20  | Kevin Magnussen  | Haas-Ferrari       | 10     |
| 6    | 77  | Valtteri Bottas  | Alfa Romeo-Ferrari | 8      |
| 7    | 31  | Esteban Ocon     | Alpine-Renault     | 6      |
| 8    | 22  | Yuki Tsunoda     | AlphaTauri-RBPT    | 4      |
| 9    | 14  | Fernando Alonso  | Alpine-Renault     | 2      |
| 10   | 24  | Zhou Guanyu      | Alfa Romeo-Ferrari | 1      |

### Constructeurs
| Pos. | Constructeur          | Punten |
| ---- | --------------------- | ------ |
| 1    | Ferrari               | 44     |
| 2    | Mercedes              | 27     |
| 3    | Haas-Ferrari          | 10     |
| 4    | Alfa Romeo-Ferrari    | 9      |
| 5    | Alpine-Renault        | 8      |
| 6    | AlphaTauri-RBPT       | 4      |
| 7    | Aston Martin-Mercedes | 0      |
| 8    | Williams-Mercedes     | 0      |
| 9    | McLaren-Mercedes      | 0      |
| 10   | Red Bull Racing-RBPT  | 0      |